# Vuelo 32 de SANSA
El vuelo 32 de SANSA, un CASA C-212 Aviocar que se encontraba en camino al aeropuerto de Palmar Sur se estrelló contra el Cerro Cedral, una montaña en Costa Rica tras despegar del Aeropuerto Internacional Juan Santamaria en San Jose el 15 de enero de 1990. Los 20 pasajeros y tres tripulantes a bordo murieron en el accidente. La fatiga del piloto fue indicada como la causa del accidente. En su momento fue el peor accidente de un CASA C-212 Aviocar y actualmente es el quinto peor accidente del tipo. Asimismo, es el peor accidente aéreo en Costa Rica.

## Secuencia del accidente
El vuelo 32 de SANSA despegó del aeropuerto internacional Juan Santamaria a las 08:25 hora local y fue autorizado a ascender a 5500 pies. Poco después la tripulación recibió autorización para ascender a 8500 pies. A mitad de ascenso, el avión volaba a 7200 pies chocando con el Cerro Cedral, matando a todos los que iban a bordo.

## Investigación
La investigación descubrió que la causa del accidente fue un fallo en seguir el plan de vuelo propuesto y autorizado por el control de tráfico aéreo, que hubieran llevado al avión a volar bajo condiciones de vuelo instrumental en lugar de en vuelo visual. Entre los elementos que contribuyeron al accidente fue la ausencia de un Sistema de Alerta de Aproximación al Terreno, el cansancio del piloto y la no existencia de un programa de seguridad en vuelo de SANSA.